# Wendelinus de Spira
Wendelin von Speyer, latinizado Wendelinus de Spira, (Espira, c. 1430-Venecia, c. 1478) fue un tipógrafo e impresor alemán  activo en Venecia desde 1470 hasta 1477 principalmente publicando clásicos latinos y obras legales. Famoso por su edición de la Biblia en lengua vulgar, la primera traducción de la Biblia impresa en italiano, escrita por Nicolò Malermi sobre la base del texto en latín y publicada en 1471. Fue el primer impresor que numeró las hojas con caracteres arábigos y fue también el primero en usar los dos puntos y el punto de interrogación. También usa por primera vez la costumbre de colocar en el margen inferior la primera palabra de la siguiente página. Se le considera a veces como creador del Tipo Romano; honor en el que compite con Arnold Pannartz, Konrad Sweynheim y Nicolas Jenson.

## Biografía

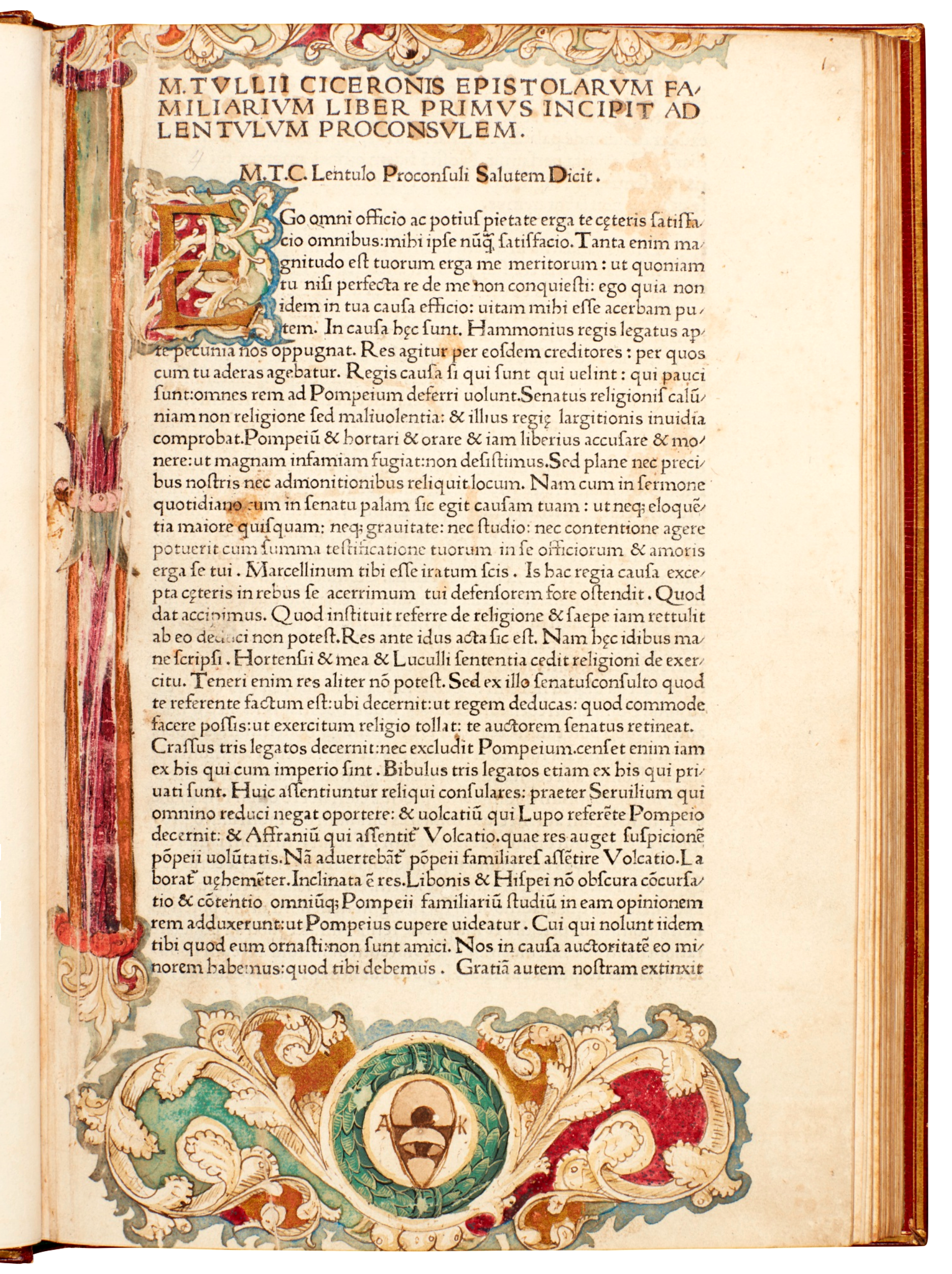
Primera página de la edición de las Epistulae ad familiares de Cicerón, impresa en Venecia por Wendelinus de Spira en 1471.

Wendelinus llegó a Venecia acompañando a su hermano Johannes de Spira, quien el 18 de septiembre de 1469 obtuvo el monopolio de impresión en esta ciudad por parte de la Signoría para un periodo de cinco años. A la muerte de su hermano, Vendelino se hace cargo de la imprenta. Uso nuevos tipos, entre ellos tres modelos góticos creados probablemente para ahorrar espacio. Su trabajo muestra la misma belleza de impresión que caracterizaron las obras de su hermano. Desde 1473 se asoció con Juan de Colonia y juntos imprimieron siete obras. 

## Obra
Su primera obra fue De civitate dei de Agustín de Hipona, impresa en pergamino, la cual concluyó a la muerte de su hermano en 1470. Seguida por Apophthegmata traducida por Francesco Filelfo en 1471. El segundo libro de la Historia Romana de Apiano de Alejandría traducido por Pietro Candido Decembrio en 1472. La Geografía de Claudio Ptolomeo editada por Giovanni Andrea Bussi y traducida por Guarino de Verona en 1472. La Biblia en lengua vulgar traducida por Nicolò Malermi en 1471. 